# Bill Mollison
Bruce Charles Mollison (Stanley, Tasmania, Australia, 4 de mayo de 1928 - Hobart, Tasmania, 24 de septiembre de 2016) fue un reconocido biólogo, investigador, científico, profesor, activista y naturalista australiano.
Conocido como 'padre de la permacultura', un sistema de diseño integrado u holista desarrollado conjuntamente con David Holmgren que enlaza agricultura, geografía, arquitectura, ganadería, edafología, economía, sociología y agroecología, avanzando en su conexión con estrategias de acceso a las tierras y sistemas legales de grupos sociales y empresas.
Recibió el Premio Right Livelihood en 1981 junto con Patrick van Rensburg. Bill Mollison falleció el 24 de septiembre de 2016, a la edad de ochenta y ocho años.

## Biografía
Bill Mollison nació el 4 de mayo de 1928, en el pueblo pesquero Stanley Australia. Dejó la escuela a la edad de quince años para ayudar en la panadería de su familia. Posteriormente trabajó como pescador de tiburones y marinero trayendo buques a los puertos del sur de Australia después de la Segunda Guerra Mundial. Trabajó también hasta 1954 como silvicultor, trabajador en un molino, trampero, conductor de tractores y naturalista.
En 1954 Bill Mollison se unió a CSIRO (Sección de Estudio de la Vida Silvestre) y por los siguientes nueve años trabajó en muchas locaciones remotas en Australia como biólogo haciendo trabajo de campo con conejos, langostas, aves, así como en la restauración de bosques relacionada con marsupiales. En 1963 trabajó un año como curador en el Museo de Tasmania, posteriormente regresó al trabajo de campo con la Comisión de Pesca Continental de Australia (Inland Fisheries Commission), estudiando la macrofauna de las aguas continentales y estuarios, registrando las cadenas tróficas y las condiciones del agua en todos los ríos y lagunas de Tasmania.
Volviendo a los estudios en 1966, vivió manejando ganado, como pescador de tiburones, y enseñando parcialmente en una escuela exclusiva de niñas. Al recibir su título de biogeografía, fue designado a la Universidad de Tasmania donde posteriormente formó la unidad de psicología ambiental. Durante su etapa universitaria (que duró diez años), Bill Mollison se dedicó a la investigación independiente y publicó un tratado de tres volúmenes sobre la historia y genealogía de los descendientes de los aborígenes de Tasmania. En 1974, con David Holmgren desarrolló el principio del concepto de permacultura, dando como resultado la publicación del libro "Permaculture One", por su nombre en inglés.
Abandonando la universidad en 1978, dedicó todas sus energías a promover el sistema de permacultura, difundiendo la idea y sus principios en todo el mundo. Enseñó a miles de estudiantes, contribuyendo en muchos artículos, programas de estudios, informes y recomendaciones para los proyectos de granjas integradas, agrupaciones urbanas y cuerpos gubernamentales. En 1981, Bill Mollison recibió el "Right Livelihood Award" (llamado en ocasiones como el premio nobel alternativo) por su trabajo en el diseño ambiental.
Estableció un fondo altruista para que los profesores de permacultura pudieran llegar a los grupos necesitados, particularmente en las zonas pobres del mundo, con el objetivo de formar un grupo de docentes a nivel local para continuar el trabajo educativo apropiado. Bill Mollison fue el fundador del primer Instituto de Permacultura, que fue establecido en 1979 para enseñar el diseño práctico sustentable del suelo, agua, plantas, así como de sistemas económicos y legales a estudiantes de todo el mundo.
En 2010 recibe el premio Australiano del Año (Australian of the Year) y fue nombrado como uno de los Iconos Australianos del Milenio (Australia’s Icons of the Millennium).
Bill Mollison vivió sus últimos años en Sister's Creek, Tasmania. Falleció el 24 de septiembre de 2016 a la edad de  ochenta y ocho años en Sisters' Creek, Tasmania.